# Belenois
Genre
Le genre Belenois regroupe des lépidoptères (papillons) de la famille des Pieridae et de la sous-famille des Pierinae.

## Dénomination
- Le genre a été décrit par l'entomologiste allemand Jakob Hübner en 1819[1].
- L'espèce type est Papilio calypso (Drury)

### Synonymie
- Anaphaeis (Hübner, 1819)[2]
- Glycestha (Billberg, 182)0[3]
- Pseudohuphina (Stoneham, 1940)[4]
- Pseudanaphaeis (Bernardi, 1953)[5]

## Taxinomie
Liste des espèces :
- Belenois aldabrensis Holland, 1896.
- Belenois anomalis Butler, 1881.
- Belenois antsianaka (Ward, 1870) à Madagascar.
- Belenois aurota (Fabricius, 1793)

4 sous-espèces
- - Belenois aurota turanica (Sheljuzhko, 1908) au sud du Tadjikistan.
- Belenois calypso (Drury, 1773) en Gambie, Angola, Tanzanie et ouest du Kenya. Espèce type pour le genre.
  - Belenois calypso calypso au Nigeria, Ghana, Liberia, en Côte d'Ivoire et Sierra Leone.
  - Belenois calypso dentigera Butler, 1888 au Cameroun, ex-Zaïre et nord-ouest de l'Angola.
  - Belenois calypso minor Talbot, 1943 en Ouganda et dans l'ouest du Kenya.
  - Belenois calypso marlieri Berger, 1981
- Belenois crawshayi Butler, 1894 en Angola, Zambie, Tanzanie, Ouganda, dans l'est de l'ex-Zaïre et l'ouest du Kenya.
- Belenois creona (Cramer, 1776) présent dans toute l'Afrique sauf le Sahara et l'Afrique du Nord.
  - Belenois creona creona au Soudan, Sénégal, Niger et en Éthiopie.
  - Belenois creona benadirensis (Storace, 1948) en Somalie.
  - Belenois creona boguensis (C. & R. Felder, 1865) en Éthiopie.
  - Belenois creona elisa (van Vollenhoven, 1869) aux Comores.
  - Belenois creona leucogyne Butler, 1885 dans le sud-ouest de l'Arabie.
  - Belenois creona prorsus (Talbot, 1943) à Madagascar.
  - Belenois creona severina (Stoll, 1781) en Afrique du Sud et au Zaïre.
- Belenois diminuta Butler, 1894 en Tanzanie.
- Belenois gidica (Godart, 1819) présent dans toute la partie de l'Afrique au sud du Sahara et à Madagascar.
  - Belenois gidica gidica
  - Belenois gidica abyssinica (Lucas, 1852)
  - Belenois gidica hypoxantha (Ungemach, 1932)
- Belenois grandidieri (Mabille, 1878) à Madagascar.
- Belenois hedyle (Cramer, 1777).
  - Belenois hedyle hedyle au Ghana, au Bénin, en Côte d'Ivoire, au Liberia et en Sierra Leone.
  - Belenois hedyle ianthe (Doubleday, 1842) au Togo, en Guinée, Guinée-Bissau et Sierra Leone.
  - Belenois hedyle rhena (Doubleday, 1846) au Ghana et dans l'ouest du Nigeria.
- Belenois helcida (Boisduval, 1833) à Madagascar.
- Belenois ianthe Doubleday, 1842.
- Belenois java (Linnaeus, 1768) en Australasie.

7 sous-espèces
- Belenois mabella Grose-Smith, 1891 à Madagascar.
- Belenois margaritacea Sharpe, 1891.
  - Belenois margaritacea margaritacea au Sud-Ouest du Kenya.
  - Belenois margaritacea intermedia Kielland, 1982.
  - Belenois margaritacea kenyensis (Joicey & Talbot, 1927) au Sud-Est du Kenya.
  - Belenois margaritacea plutonica (Joicey & Talbot, 1927) dans le Nord de la Tanzanie.
  - Belenois margaritacea somereni (Talbot, 1928) au Kenya.
- Belenois ogygia (Trimen, 1883) au Natal.
- Belenois raffrayi (Oberthür, 1878)[6] Éthiopie, Soudan, ex-Zaïre, Rwanda, ouest de la Tanzanie et du Kenya.
  - Belenois raffrayi raffrayi sud de l'Éthiopie et du Soudan.
  - Belenois raffrayi extendens (Joicey & Talbot, 1927) Ouganda, Rwanda, Burundi, Ouest du Kenya et est du Zaïre.
  - Belenois raffrayi similis Kielland, 1978 dans l'ouest de la Tanzanie.
- Belenois rubrosignata (Weymer, 1901) au Cameroun, en Ouganda, Tanzanie, dans le sud du Soudan et l'ouest du Kenya.
  - Belenois rubrosignata rubrosignata en Angola, Zambie et dans le sud du Zaïre.
  - Belenois rubrosignata kongwana Talbot, 1943 au Malawi, en Tanzanie et dans le sud de l'Ouganda.
  - Belenois rubrosignata peeli Dixey, 1900 au Kenya et en Somalie.
- Belenois solilucis Butler, 1874 du sud de l'Éthiopie et du Soudan à l'Ouganda, le Cameroun, l'Angola, le nord-ouest de la Tanzanie et l'ouest du Kenya.
  - Belenois solilucis  solilucis nord de l'Angola, ex-Zaïre, ouest de la Tanzanie et Cameroun.
  - Belenois solilucis loveni (Aurivillius, 1921) Ouganda, nord-est du ex-Zaïre, sud-ouest de l'Éthiopie et Sud du Soudan.
- Belenois subeida (C. & R. Felder, 1865) en Guinée, Éthiopie, Tanzanie et ouest du Kenya.
  - Belenois subeida frobeniusi (Strand, 1909)
  - Belenois subeida hailo (Ungemach, 1932) dans le sud de Éthiopie et le sud-est du Soudan.
  - Belenois subeida hiemalis Ungemach en Éthiopie.
  - Belenois subeida sylvander Grose-Smith, 1890  en Ouganda, Tanzanie, dans l'Ouest du Kenya et le Nord du Zaïre.
- Belenois sudanensis Talbot, 1929 au Cameroun, en Tanzanie, dans l'Ouest du Soudan.
  - Belenois sudanensis sudanensis (Talbot, 1929)
  - Belenois sudanensis pseudodentigera Berger, 1981.
  - Belenois sudanensis katalensis Berger, 1981.
  - Belenois sudanensis mayumbana Berger, 1981.
- Belenois theora (Doubleday, 1846).
  - Belenois theora theora en Sierra Leone et au Nigeria.
  - Belenois theora laeta (Weymer, 1903) dans l'Est du ex-Zaïre, le sud du Soudan et l'Ouest de l'Ouganda.
  - Belenois theora ratheo (Suffert, 1904)
- Belenois theuszi (Dewitz, 1889) au Gabon, Cameroun, Ouest du Nigeria, Sud de l'Angola, Nord-Ouest de la Zambie et sud du Zaïre.
- Belenois thysa (Hopffer, 1855) présent dans le Sud-Est de l'Afrique.
  - Belenois thysa thysa au Mozambique, au Zimbabwe, en Zambie, en Tanzanie, au Malawi et au Kenya.
  - Belenois thysa meldolae Butler, 1872 en Angola, Ouganda,  sud du Zaïre, ouest du Kenya et sud du Soudan
  - Belenois thysa tricolor Talbot, 1943 en Éthiopie.
- Belenois victoria Dixey, 1915 en Ouganda, au Burundi, au Rwanda, en Tanzanie, dans l'Est Zaïre et l'Ouest du Kenya.
  - Belenois victoria victoria dans l'Ouest du Kenya et Ouganda.
  - Belenois victoria hecqi Berger, 1953 dans le Nord-Est du Zaïre
  - Belenois victoria schoutedeni Berger, 1953 dans l'Ouest de l'Ouganda et l'Est du Zaïre
- Belenois welwitschii Rogenhofer, 1890
  - Belenois welwitschii welwitschii dans le nord-est de Angola, le sud du Zaïre, la Zambie, le Malawi, le Sud et l'Ouest de la Tanzanie.
  - Belenois welwitschii shaba Berger, 1918
- Belenois zochalia (Boisduval, 1836) dans le Sud de l'Afrique.
  - Belenois zochalia zochalia en Afrique du Sud et Rhodésie.
  - Belenois zochalia agrippinides (Holland, 1896) au Malawi, Kenya, en Tanzanie et Ouganda.
  - Belenois zochalia connexiva (Joicey & Talbot, 1927) au Cameroun.
  - Belenois zochalia galla (Ungemach, 1932) en Éthiopie.
  - Belenois zochalia camerounica Bernardi, 1966 au Nigeria et au Cameroun.

### Source
- (en) funet